# Xestia alaskae

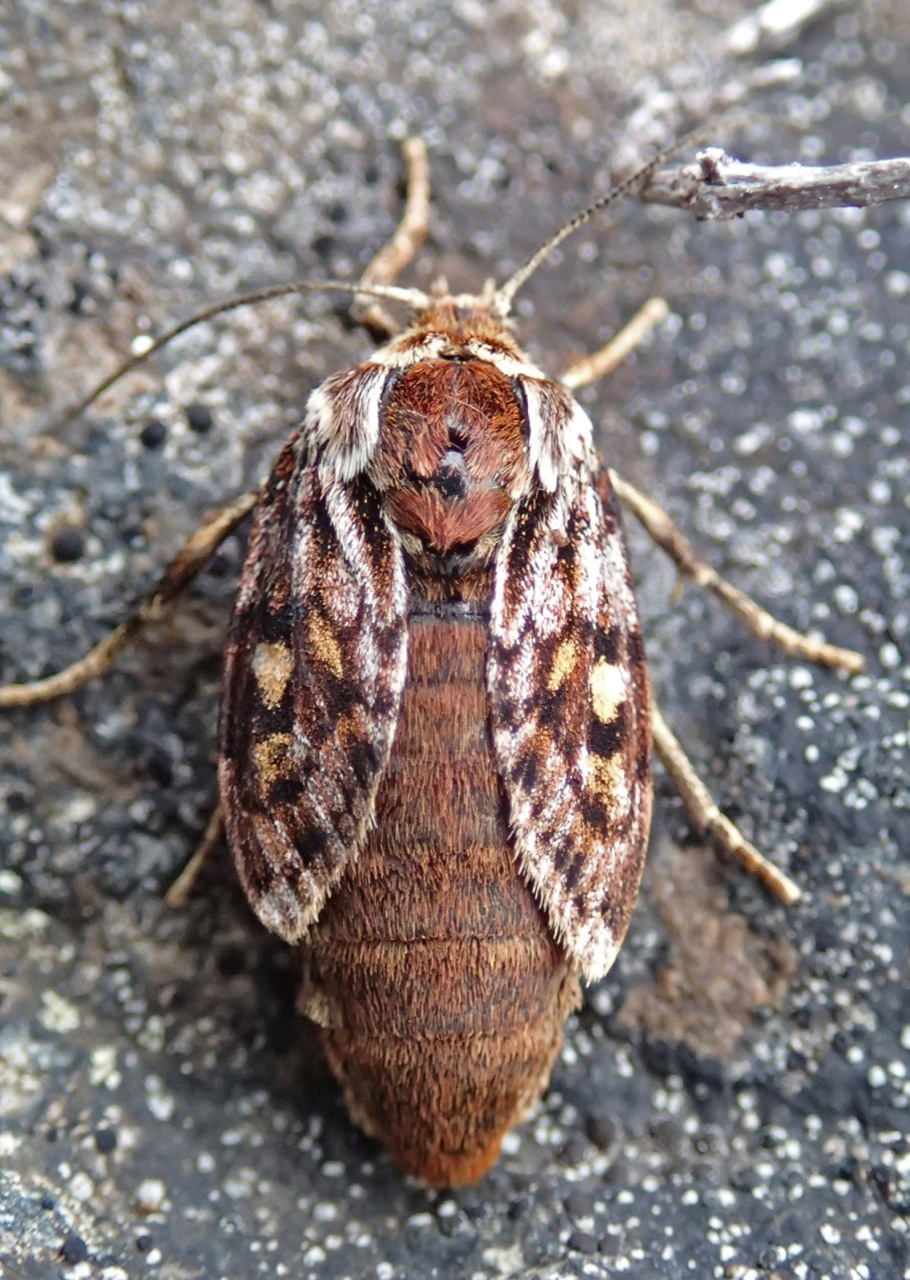
Weibchen

Xestia alaskae ist ein Schmetterling (Nachtfalter) aus der Familie der Eulenfalter (Noctuidae). Die Art wurde im Jahr 1876 von Grote als Agrotis alaskae beschrieben.

## Merkmale

### Falter
Die männlichen Falter haben eine Flügelspannweite von ca. 30 Millimetern. Die Grundfarbe der Vorderflügeloberseite ist überwiegend grau, die Diskalregion rotbraun bis schwarzbraun gefärbt. Ring- und Nierenmakel heben sich ockerfarben ab. Die Zapfenmakel ist lang und schmal und ebenfalls ockerfarben. In der Submarginalregion befindet sich eine Reihe schwarzbrauner Pfeilflecke, in der Basalregion eine schwarze Wurzelstrieme. Die Hinterflügelunterseite ist zeichnungslos hellgrau, in Richtung des Saums graubraun verdunkelt. Die Fühler sind bei den Männchen beidseitig kurz sägezahnartig bewimpert. Der Thorax ist pelzig rotbraun behaart. Die nahezu flugunfähigen Weibchen haben nur spitze Flügelstummel, die ähnliche, jedoch zuweilen blassere Zeichnungen wie die Männchen zeigen. Sie haben eine plumpe Körperform und eine rötlich braune Behaarung.

### Präimaginalstadien
Die ersten Stände sind noch nicht beschrieben.

## Verbreitung und Lebensraum
Die Art kommt in Alaska, Yukon und im Nordosten Sibiriens vor. Außerdem ist sie auf den im Beringmeer liegenden Pribilof-Inseln, der St.-Lawrence-Insel sowie auf einigen Inseln der Aleuten heimisch. Hauptlebensraum sind trockene oder feuchte tundraähnliche Gebiete.

## Lebensweise
Die Falter sind tagaktiv. Sie wurden im Juni und Juli gefunden. Weibchen bewegen sich aufgrund ihrer Stummelflügel nur unbeholfen flatternd oder zu Fuß über kurze Strecken in der Vegetation fort. Da die Art überwiegend in von Menschen nur dünn besiedelten und abgelegenen Gebieten vorkommt, liegen noch keine detaillierten Kenntnisse über ihre Lebensweise vor.